# Saeed Karimian
Saeed Karimian (Teheran, 8 agosto 1972 – Istanbul, 29 aprile 2017) è stato un imprenditore iraniano, ucciso nel 2017 in Turchia.

## Biografia
Fondatore, presidente e proprietario del gruppo GEM TV con diversi canali in lingua persiana, era stato processato in contumacia da un tribunale di Teheran e condannato a sei anni di carcere per aver diffuso propaganda contro l'Iran.
Dopo aver abbandonato l'Iran si trasferì in Turchia, dove fu ucciso il 29 aprile 2017. Diversi osservatori internazionali ipotizzarono il coinvolgimento del governo iraniano nell'omicidio.